# جکی سانتاکاترینا
جکی سانتاکاترینا (انگلیسی: Jackie Santacaterina؛ زادهٔ ۲۹ دسامبر ۱۹۸۷) بازیکن فوتبال اهل ایالات متحده آمریکا است.
از باشگاه‌هایی که در آن بازی کرده‌است می‌توان به شیکاگو رد استارز اشاره کرد.